# Бедни роднини
„Бедни роднини“ (на испански: Los parientes pobres) е мексиканска теленовела, създадена от Лиляна Абуд, режисирана от Мигел Корсега и Моника Мигел, и продуцирана от Карла Естрада за Телевиса.
В главните роли са Лусеро и Ернесто Лагуардия, а в отрицателните - Алексис Аяла, Шантал Андере, Умберто Елисондо, Делия Касанова, Ана Патрисия Рохо и първата актриса Берта Мос.

## Сюжет
Две семейства, Сантос и Олмос, се изправят лице в лице в битката за власт, амбиции и любов. Сантос е семейство от провинцията, собственици на керамична фабрика с финансови проблеми, управлявана от Рамиро Сантос и братовчед му Еваристо Олмос. Бизнесът на двете семейства фалира. Това провокира злобата и омразата на Рамиро, тъй като семейството му изпада в несъстоятелност, докато Еваристо постига отлични финансови успехи.
Когато Рамиро умира, семейството му заминава за столицата, надявайки се късметът да им се усмихне. Но съдбата им устройва капан – Еваристо предлага на Олмос да живеят в неговата къща, но семейството му се отнася с презрение и гордост към тях, защото са бедни роднини.

## Актьори
Част от актьорския състав:
- Лусеро – Маргарита Сантос
- Ернесто Лагуардия – Хесус Санчес
- Шантал Андере – Алба Савала
- Алексис Аяла – Бернанрдо Авила
- Нурия Бахес – Мария Инес де Сантос
- Хоакин Кордеро – Еваристо Олмос
- Умберто Елисондо – Паулино Савала
- Рохелио Гера – Рамиро Сантос
- Делия Касанова – Елоиса де Олмос
- Фернандо Касанова – Рикардо де Олмос
- Ана Патрисия Рохо – Гриселда Олмос
- Клаудия Рамирес – Хулиана Сантос
- Магда Карина – Амалия де Савала
- Берта Мос – Брихида
- Гиермо Агилар – Самуел Гомес
- Алехандро Томаси – Кристобал
- Хосе Мария Торе – Луисито Сантос
- Питука де Форонда – Магдалена
- Патрисия Навидад – Есмералда
- Консуело Дувал – Селина
- Лоренсо де Родас – Роке дел Торо
- Ампаро Монтес
- Маурисио Ферари
- Барбара Корсега
- Гуадалупе Боланьос
- Хосе Антонио Ферал

## Премиера
Премиерата на Бедни роднини е на 3 май 1993 г. по Canal de las Estrellas. Последният 75. епизод е излъчен на 13 август 1993 г.

## Награди и номинации
Награди TVyNovelas 1994
| Категория                            | Номинация         | Резултат   |
| ------------------------------------ | ----------------- | ---------- |
| Най-добра теленовела                 | Карла Естрада     | Номинирана |
| Най-добър актьор в главна роля       | Ернесто Лагуардия | Номиниран  |
| Най-добра актриса в отрицателан роля | Шантал Андере     | Номинирана |
| Най-добър актьор в отрицателна роля  | Умберто Елисондо  | Номиниран  |
| Най-добър пръв актьор                | Хоакин Кордеро    | Номиниран  |
| Най-добра млада актриса              | Лусеро            | Печели     |
| Най-добра музикална тема             | Лусеро            | Номинирана |

Награди ACE (Ню Йорк) 1994
| Категория                 | Номинация     | Резултат |
| ------------------------- | ------------- | -------- |
| Най-добра теленовела      | Карла Естрада | Печели   |
| Най-добра актриса         | Лусеро        | Печели   |
| Най-добра актриса         | Нурия Бахес   | Печели   |
| Най-добро женско откритие | Шантал Андере | Печели   |

## Версии
- През 2008 г. е създадена теленовелата Кълна се, че те обичам, режисирана от Лили Гарса и продуцирана от Мапат Л. де Сатарайн за Телевиса, с участието на Ана Бренда Контрерас и Хосе Рон.